# Mogilno
Pour les articles homonymes, voir Mogilno (homonymie).
Mogilno est une ville de la Couïavie-Poméranie, dans le centre de la Pologne.

## Histoire
Mogilno fait partie de 1818 à 1919 de l'arrondissement de Mogilno dans le district de Bromberg au sein de la province de Posnanie.